# Antonio Muñoz (tenista)
Antonio Muñoz (nacido el 1 de marzo de 1951) fue un jugador de tenis profesional de Barcelona, España.
Durante su carrera, Muñoz llegó a siete finales en dobles ATP, ganando en tres ocasiones. Llegó al cenit de su carrera en el ranking del mundo situándose en el puesto n.º 74. 
Actualmente trabaja en Set Ball Tennis (Sant Cugat, España)

## Victorias en dobles (3)
| Legend                 |
| Grand Slam (0)         |
| Tennis Masters Cup (0) |
| ATP Masters Series (0) |
| ATP Tour (3)           |

| N.º | Fecha                 | Torneo                      | Superficie | Pareja            | Oponente en la final                  | Resultado          |
| 1.  | 15 de mayo de 1974    | Múnich, Alemania Occidental | Arcilla    | Manuel Orantes    | Jürgen Fassbender Hans-Jürgen Pohmann | 2–6, 6–4, 7–6, 6–2 |
| 2.  | 13 de octubre de 1974 | Madrid, España              | Arcilla    | Patrice Dominguez | Brian Gottfried Raúl Ramírez          | 6–1, 6–3           |
| 3.  | 12 de julio de 1977   | Hilversum, Países Bajos     | Hierba     | José Higueras     | Jean-Louis Haillet François Jauffret  | 6–1, 6–4, 2–6, 6–1 |